# Listrocerum apiceniger
Listrocerum apiceniger är en skalbaggsart som först beskrevs av Stefan von Breuning 1961.  Listrocerum apiceniger ingår i släktet Listrocerum och familjen långhorningar. Inga underarter finns listade i Catalogue of Life.